# روزا إشكنازي
روزا إشكنازي (منتصف 1980 – 2 ديسمبر 1980، يوناني: Ρόζα Εσκενάζυ) اشتهرت يونان بغناء «الريبيتيكو» والموسيقى اليونانية التقليدية من الأناضول، وقد انتشرت تسجيلاتها وحياتها المهنية على المسرح في أواخر 1920 وحتى 1970.

## الطفولة
إشكنازي وُلدت كسارة سكينازي لعائلة يهود سفارديم فقيرة في إسطنبول. أخفت إشكنازي طيلة حياتها المهنية تاريخ ميلادها الحقيقي، وادعت أنها وُلدت سنة 1910. لكنها في الحقيقة كانت على الأقل أكبر بعقدٍ، وعلى الأغلب وُلدت ما بين سنة 1895 وسنة 1897. والدها، افراهم سكينازي، كان بائع خرقٍ. بالإضافة لروزا، كان له ولزوجته فلورا ولدين آخرين، نيسيم، البكر، وسامي.
وحالا مع تغير القرن، انتقلت عائلة سكينازي إلى سالونيك، والتي كانت ما تزال تحت الحكم العثماني. كانت المدينة في ذلك الوقت في حالة من التوسع الاقتصادي السريع، مع ارتفاع نسبة السكان فيها بنسبة 70 بالمئة ما بين سنة 1870 وسنة 1917. عثر أفراهم سكينازي على وظيفة في مصنع للقطن وعمل بوظائف غريبة من أجل تحسين وضع العائلة الاقتصادي. وفي ذلك الوقت عهد بسارة الصغيرة إلى ابنة الجيران التي كانت تُدرس بضع الأولاد المحليين أسس القراءة والكتابة. هذه الدروس كانت امتدادًا لتعليمها الرسمي.
ولفترة من الوقت، عاشت سارة، وأخاها وأمها في مدينة كوموتيني القريبة، والتي كانت ما تزال في ذلك الوقت تشمل سكان ناطقين باللغة التركية. عثرت والدة روزا في تلك المدينة على عملٍ كخادمة مقيمة في بيت عائلة ثرية، وكانت روزا تساعدها في الأعمال المنزلية.
في أحد الأيام، سمع أصحاب خمارة تركية محلية صوت سارة عندما كانت تغني. أُسر هؤلاء الأشخاص بصوت سارة، وتوجهوا في الحال نحو الباب ليعبروا عن رغبتهم بتشغيلها كمغنية في ناديهم. غضبت والدة سارة من الاقتراح ذاته بأن تتحول ابنتها – أو أي فرد من أفراد العائلة- لتصبح «فنانة». في سنوات لاحقة، اعترفت روزا في إحدى المقابلات بأن الفترة التي قضتها في مدينة كوموتيني كانت بمثابة نقطة تحول في حياتها. قالت روزا، أنها هناك كانت قد اتخذت القرار بأن تصبح مغنية وراقصة.

## بداية حياتها المهنية
لم تستوعب سارة حلمها هذا إلى أن عادت إلى سالونيك. في ذلك الوقت، كانت عائلتها تستأجر شقةً قريبة من مسرح فندق الجراند في المدينة، وكان عدد من الجيران يقدم عروضاً هناك. كانت سارة وبشكل يومي، تساعد اثنين من الراقصين على حمل ألبستهم إلى المسرح، وكلها أمل أن تتمكن في أحد الأيام من الظهور إلى جانبهم على خشبة المسرح. وفي ذلك المكان بدأت أخيرًا حياتها المهنية كراقصة.
حين كانت مراهقة وقعت سارة سكينازي في حب ييانيس زاردينيديس، رجل ثري من أرقى عائلات كابوديشيا. رفضت عائلة زاردينيديس هذه العلاقة معتبرين إياها ذات شخصية سيئة الأخلاق. وبالرغم من ذلك، فرّ الاثنان حوالي سنة 1913، وغيرت سارة اسمها إلى روزا، الاسم الذي اشتهرت به خلال حياتها المهنية.
توفي زاردينيديس بظروف غامضة نحو سنة 1917، تاركاً روزا مع طفل صغير – باراساشوس. حين أدركت روزا أنها لن تتمكن من الحفاظ على حياتها المهنية كفنانة وهي تربي طفلا، قامت بوضعه في حضانة القديس تاكسيارشيس في مدينة كسانثي. وهناك وافقت عائلة والده على دعمه فترعرع باراساشوس زاردينيديس وأصبح ضابطاً كبيرًا في سلاح الطيران اليوناني. وفقط بعد سنوات طويلة عاد مجدداً لأمه، بعد أن التقي بها في أثينا سنة 1935.

## أثينا
انتقلت روزا إلى أثينا بعد فترة قصيرة من موت زاردينيديس من أجل ممارسة مهنتها الموسيقية. وقامت بسرعة بتشكيل فريق مع فناني ملاهي أرمن، سيراموس وزابيل، الذين صرّحا بأنهما قد أعجبا بها بسبب تكلمها اللغة التركية، ولأنها كانت موهوبة كمغنية. ومع أنها استمرت بالظهور كراقصة، إلا أنها بدأت أيضًا بالغناء لزبائن النادي باللغة اليونانية، التركية وبالأرمينية. وهناك تمّ «اكتشافها» للمرة الأولى من قِبل ملحن ومنتج معروف، باناجيوتيس تونداس في نهاية سنة 1920. لاحظ تونداس موهبتها في الحال وقام بتقديمها إلى فاسيليس تومباكاريس من شركة كولومبيا للتسجيلات.

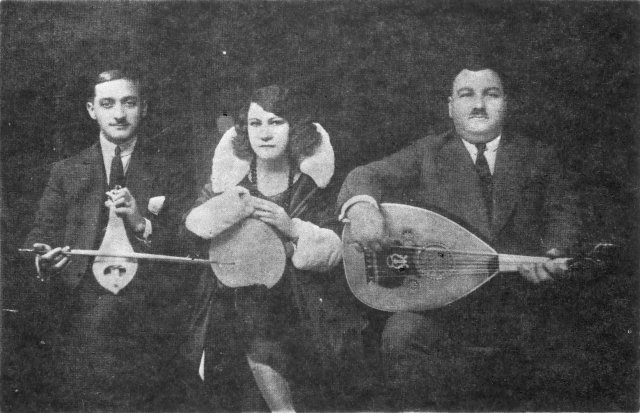
K. Lambros, R. Eskenazi, A. Tomboulis (Athens, c. 1930)

أول اسطوانتان قامت بهما روزا لشركة كولومبيا Mandili Kalamatiano و Koftin Eleni Tin Elia (1928)، كانتا الانطلاقة لتسجيلات استمرت تقريبًا بدون عوائق حتى سنة 1960. في منتصف سنة 1930، قامت بتسجيل أكثر من 300 أغنية للشركة وأصبحت واحدة من أشهر الفنانين لديهم. بعض الأغاني كانت أغاني شعبية، خاصة من اليونان وسميرنا (İzmir) في تركيا. أهم مساهمة قامت بتقديمها للموسيقى المحلية، كانت تسجيلات الريبيتيكو وخاصة مدرسة سميرنا للريبيتيكو. وكانت تقريبًا الشخص الوحيد خلف اختراق الموسيقى إلى الثقافة الشعبية، وحتى هذا اليوم ما زال صوتها الفريد مميزا لهذا الأسلوب.
وحالا بعد أن بدأت التسجيل، بدأت روزا أيضًا بتقديم العروض ليلاً في النادي الليلي " Taygetos" في أثينا. وكان يرافقها على المسرح تونداس، عازف الكمان سالونيكيوس، وعازف العود أجابيوس تومبوليس. لكن إشكنازي كانت نجمة العرض، وكانت تحصل على 200 دراخما يونانية مقابل الليلة، مبلغ لم يكن له حينها مثيل. لكنها اعترفت لاحقاً لكاتب سيرتها الذاتية، كوستاس هاتسيدوليس بأنه كان بإمكانها أن تكون أكثر ثراء فقط مما كانت تحصل عليه مقابل العرض، لكنها كانت ضعيفة أمام المجوهرات الثمينة وصرفت الكثير من دخلها عليها.
ومع ازدهار حياتها المهنية، قامت إشكنازي بتوقيع عقد حصري مع شركة كولومبيا للتسجيلات، في سنة 1931 أو 1932. وبحسب البنود في هذا العقد، كان عليها تسجيل 40 أغنية على الأقل في السنة وحصلت على 5 بالمئة من كلفة كل واحدة من اسطوانتها التي باعتها. في ذلك الوقت، كانت الفنانة الأنثى اليونانية الوحيدة التي تملك اتفاقية بالحصول على عائدات اسطوانتها مع شركة تسجيلات.

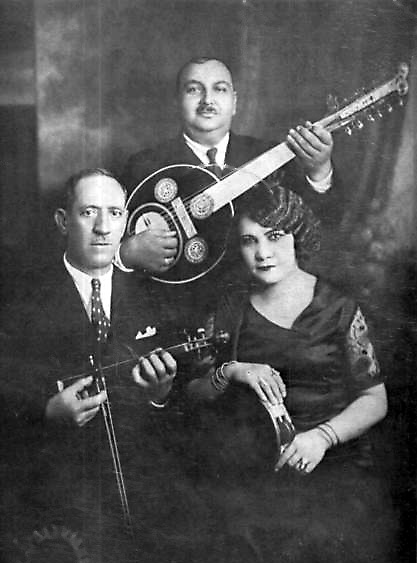
D. Semsis, A. Tomboulis, R. Eskenazi (Athens, 1932)

## حياتها المهنية العالمية
وبعد ذلك، امتدت حياتها المهنية عبر حدود اليونان السياسية إلى الشتات اليوناني. وسويًا مع تومبوليس، سافرت إلى مصر، ألبانيا، وصربيا، وحصلت هناك على ترحيب كبير ليس فقط من قِبل الجالية اليونانية بل أيضًا من قِبل الجالية التركية. كانت موسيقاها تحتوي على نوع من الحدّة، وقد قام المخرج اليوناني إيونيس ميتاكساس بمنع واحدة من أغانيها، Πρέζα όταν Πιείς (حين تناولت الكوكايين). ونتيجة لقراره هذا، تمّ تهميش الكثير من فناني الريبيتيكو التقليديين، وظهرت أنواعاً جديدة من هذا الأسلوب قام بقيادتها فاسيليس تسيتسانيس وبدأت تحرز تقدماً.

## الحرب العالمية الثانية
لكن خلال وقت قصير، بدأ استقلال اليونان يتعرض للخطر. في سنة 1940، تمّ اجتياح إيطاليا وفي سنة 1941 احتل الجيش الألماني البلاد. وبالرغم من نظام الحكم القمعي، استمرت روزا بتقديم العروض، وفي سنة 1942، افتتحت ناديها الليلي الخاص " Krystal" (كريستال)، مع ابنها باراساشوس الذي كان قد عاد إليها من جديد. وبالرغم من كونها يهودية، إلا أنها استطاعت الحصول على شهادة معمودية مزورة، مع أن سلامتها كانت مضمونة من خلال علاقتها الغرامية بضابط ألماني.
لكن روزا إشكنازي لم تكن خائنة أو متعاونة. استعملت روزا مكانتها الخاصة لدعم المقاومة المحلية، وأخفت مقاومين وحتى عملاء إنجليزيين في بيتها. وتمكنت أيضًا من إنقاذ بعض اليهود في أثينا وسالونيك. من ضمن الأشخاص الذين أنقذتهم من الطرد إلى معسكر أوشفيتز كانت عائلتها. في سنة 1943 انكشف أمر إشكنازي وتمّ القبض عليها. أمضت مدة ثلاثة أشهر في السجن قبل أن ينجح المجهود المشترك بين حبيبها الألماني وابنها بإطلاق سراحها. أمضت إشكنازي بقية فترة الحرب مختبئة، خوفاً من أن يتم اعتقالها مرة أخرى.

## سنوات ما بعد الحرب
خلال حياتها المهنية، لم تتطور علاقات جيدة فقط مع فاسيليس تومباكاريس من شركة كولومبيا للتسجيلات إنما أيضًا مع مينوس ماتساس، الذي كان قد أقام مؤخراً Odeon/Parlophone. هذا مكنّها من مساعدة الكثير من الفنانين المعروفين ومن بينهم ماريكا نينو وستيلا هاسكيل. قامت بتقديمهم إلى اتحاد الموسيقيين " Allilovoithia"، وخلال وقت قصير قاموا بالتسجيل مع فاسيليس تسيتسانيس.
بعد الحرب وفي سنة 1949، عادت روزا إلى باتراس للحصول على بطاقة هوية جديدة. قامت أيضًا ببعض العروض، لكن نقطة التحول الحقيقية في حياتها حصلت حين التقت بكريستوس فيليباكوبولوس، ضابط شرطة شاب يصغرها تقريبًا بثلاثين سنة. بالرغم من فارق السن، وقع الاثنان في الحب. واستمرت هذه العلاقة، بطريقة أو بأخرى، بقية حياة روزا.
بالرغم من سفر روزا المكثف عبر منطقة البلقان، إلا أنها قامت بزيارة الولايات المتحدة للمرة الأولى سنة 1952 للقيام بجولة عروض أمام الشتات اليوناني والتركي هناك. قام مطعم وحانة البارثينون في نيويورك بدعم جولتها والتي استمرت عدة أشهر.
كانت هذه الرحلة الأولى من سلسلة جولات موسيقية عبر البحار. سنة 1955، قام المنتج الألباني أديان ليسكوفيكو من شركة البلقان للتسجيلات بدعوتها لتقديم عروض وللتسجيل في إسطنبول، المدينة التي وُلدت فيها. قامت هناك بتسجيل أربعين أغنية لليسكوفيكو وحصلت على مبلغ 5,000$ مقابلها. وبالرغم من كون هذا المبلغ زهيدًا، ادعت فيما بعد أن رسوم عروضها وتكلفتها كانت أكبر بعشر مرات من هذا المبلغ.
وحالا بعد إسطنبول، باشرت بجولتين إلى الولايات المتحدة وقامت بعروض في نيويورك، ديترويت وشيكاغو. في الـ5 من يوليو 1958، وأثناء رحلتها الثانية إلى الولايات المتحدة، تزوجت من فرانك الكسندر. ويبدو أن هذا الزواج كان فقط على الورق، فقد كان هذا ضروريًا من أجل الحصول على تأشيرة عمل في الولايات المتحدة، ومع ذلك أحبت إشكنازي الولايات المتحدة وكان من الممكن أن تهاجر إليها لولا حبها الآخر كريستوس فيليباكوبولوس. عادت إشكنازي إلى أثينا سنة 1959 لتكون معه. واشترت لهما بيتاً كبيرًا في كيبوبولي بالنقود التي جمعتها في الولايات المتحدة، واشترت أيضًا شاحنتين وبعض الخيول. عاشت هي وفيليباكوبولوس في ذلك البيت بقية حياتها.

## التدهور والكشف من جديد
تبلغ إشكنازي الآن الستين من العمر، واللون الموسيقي في اليونان تغير إلى حدّ كبير منذ أن بدأت حياتها المهنية قبل أربعة عقود. انخفضت شعبية السميرنيكو (موسيقى İzmir) والريبيتيكو، وتمّ إبعاد إشكنازي وجميع مقدمي هذا اللون من الموسيقى إلى عروض عرضية في مهرجانات القرى وبرامج فنية صغيرة. ومع أنها قامت بتسجيل القليل من الأغاني في السنوات التالية، إلا أنها كانت بالأساس أغانيها المعروفة والتي تمّ تسجيلها في شركات تسجيل في أثينا.
وفقط في أواخر سنة 1960 كان هنالك اهتمام مُجدد في أعمالها الأولى. RCA- اتحاد الراديو في أمريكا سجل اسطوانتين احتوت على أربعة من أغانيها (بما فيها "صباح أمانيس"- "Sabah Amanes) مع عازف الكمان ديمتريس مانساليس، لكن التوزيع كان محدودًا. لكن هذا الأمر تغير في نهاية الحكم العسكري في بداية سنة 1970. فجأة اهتم الشباب مُجددًا بأغاني الماضي وتمّ تسجيل وتوزيع بعض المجموعات الموسيقية الهامة. ومن بين أكثرها شهرة كانت " Rebetiki Istoria "، مجموعة من ستة-اسطوانات من موسيقى الريبيتيكو، والتي بيعت بالآلاف النسخ. بعد أكثر من عقد بعيدًا عن الأضواء، عادت روزا إشكنازي وهي تبلغ السبعين من عمرها، عادت لتكون نجمة.
الأمر الذي اختلف فيه هذا العقد عن بداية حياتها المهنية هو انتشار التلفزيون. تكيفت روزا بسرعة لهذا الجهاز الجديد وظهرت في عدة برامج. في سنة 1973، تمّ توثيق حياتها في فيلم قصير "To Bouzouki (من إخراج فاسيليس ماروس) وقامت سنة 1976 ببرنامج تلفزيوني خاص مع هاريس أليكسيو، والذي شمل مقابلات وأغاني، وظهرت أيضاً ببرامج أخرى. لم تتخل روزا خلال ذلك الوقت عن جذورها في النوادي الليلة في بلادها، وقامت ببرنامج أسبوعي مباشر من "" Themelio، نادي ليلي في بلاقا.
كواحدة من مغنيي الريبيتيكو القلائل المتبقين والتي بقيت نشيطة وفعالة، أخذ الفنانون والموسيقيون بدراسة أسلوبها والذي أعتبر كأسلوب «أصلي وموثوق». كان لهذا تأثيرًا على الجيل الجديد من الفنانين ومنهم هاريس أليكسيو (والذي ظهر معها عبر التلفزيون) وغليكيريا. المأساة كانت أنه حين كان الموسيقيون والأكاديميون مفتونين بقدراتها وبفطنتها، كان الشعب أقل تحمسًا واهتم بها من باب الفضول فقط. ولكن مع ذلك، استمرت بتقديم العروض، وقدمت عرضها الأخير في سبتمبر سنة 1977 في مدينة باتراس. حضر المعجبون من جميع الأجيال، لمشاهدتها تغني وترقص ولإحساس طعم موسيقى الماضي.

## الأيام الأخيرة
أمضت إشكنازي سنواتها الأخيرة بهدوء في بيتها في كيبوبولي سويًا مع كريستوس فيليباكوبولوس. وبالرغم من كونها يهودية بالولادة، إلا أنها حولت ديانتها إلى اليونانية الأرثوذكسية سنة 1976، وأطلقت على نفسها اسم روزاليا إشكنازي. بدأت تظهر عليها خلال سنتين عوارض مرض الزهايمر، وكانت تضيع أحيانا طريق عودتها للبيت. تزحلقت في صيف 1980 في البيت وكسرت وركها. هذا أدى إلى بقائها مدة ثلاثة أشهر في المستشفى، ولبقاء كريستوس إلى جانبها بشكل دائم ملبياً جميع احتياجاتها. عادت إلى البيت لوقت قصير، إذ عادت إلى عيادة خاصة بسبب عدوى. توفيت روزا هناك في 2 ديسمبر سنة 1980.
دُفنت روزا إشكنازي في قبر بدون اسم في قرية ستوميو في كورينثوس. قامت لجنة الثقافة في القرية سنة 2008، بجمع ما يكفي من النقود لإنشاء تمثال بسيط يحمل النقش «روزا إشكنازي، فنانة».

## السيرة الذاتية
في سنة 1982، سنتين بعد موتها، نشر كوستاس هاتسيدوليس مذكرات مختصرة تحت عنوان Αυτά που Θυμάμαι («الأمور التي أذكرها»)، معتمدًا على المقابلات التي قامت بها إشكنازي خلال حياتها. شمل الكتاب مجموعة كبيرة من الصور، خاصة لروزا في بداية حياتها المهنية.
في سنة 2008، بدأ منتج الأفلام روي شير من شركة إنتاج شير - Sher Productions بالعمل على إنتاج عمل وثائقي موسيقي يدعى «طائري الكناري العذب»، معتمدًا على حياة روزا إشكنازي الشخصية والمهنية.الفيلم، والذي هو إنتاج مشترك عالمي، يتابع حياة ثلاثة موسيقيين شباب من اليونان، تركيا، وإسرائيل الذين باشروا برحلة بحث في حياة فنانة الريبيتيكو المعروفة والمحبوبة. من المفروض أن يتم الانتهاء من الفيلم وبثه في ربيع 2011.

## وصلات خارجية
- روزا إشكنازي على موقع IMDb (الإنجليزية)
- روزا إشكنازي على موقع ميوزك برينز (الإنجليزية)
- روزا إشكنازي على موقع ديسكوغز (الإنجليزية)

- My Sweet Canary- (طائري الكناري العذب)، الموقع الرسمي للفيلم الوثائقي الموسيقي طائري الكناري العذب: رحلة في حياة وموسيقى روزا إشكنازي.